# Диметилацетилен
2-Бутин (диметилацетилен, кротонилен или бут-2-ин) — алкин с химической формулой CH3C≡CCH3. Произведенный искусственно, он представляет собой бесцветную, летучую, едкую жидкость при стандартной температуре и давлении.
2-Бутин представляет интерес для физико-химиков из-за его очень низкого барьера вращения и проблемы определения этого барьера с помощью инфракрасной спектроскопии высокого разрешения.